# کامران نجات‌اللهی
کامران نجات‌اللهی (۱۳۳۳ بیجار - ۵ دی ۱۳۵۷ تهران) معروف به استاد نجات‌اللهی، استاد دانشگاه صنعتی امیرکبیر تهران بود که در حمله مأمورین نظامی حکومت پهلوی به تحصن استادان و دانشجویان دانشگاه‌های تهران در وزارت علوم کشته شد.

## سوابق علمی
وی تحصیلات دوران کودکی را بنا به اقتضای شغل پدرش در شهرهای مختلف انجام داد ولی مقطع متوسطه را در دبیرستان دارالفنون گذراند. نجات‌اللهی مدرک کارشناسی عمران را از دانشگاه علم و صنعت دریافت نمود و سپس وارد دانشگاه پلی‌تکنیک شد و کارشناسی‌ارشد را از همین دانشگاه دریافت نمود و بعد از آن در همان دانشگاه مشغول به تدریس شد.

## کشته‌شدن
در ۵ دی ۱۳۵۷ گروهی از دانشگاهیان جهت اعتراض به ورود گارد به دانشگاه‌ها و تعطیلی دانشگاه‌ها در وزارت علوم، واقع در خیابان ویلا، تحصن کرده بودند. در آن روز نجات‌اللهی در حالی که مشغول سخنرانی برای متحصنین بود، هدف گلوله قرار گرفت و کشته شد. به ادعای دولت در آن زمان، نجات اللهی به صورت تصادفی هدف گلوله قرار گرفته‌است.
او در قطعه: ۲۴ ردیف:۳ شماره:۱۳ بهشت زهرا تهران به خاک سپرده شده‌است.
در مراسم تشییع جنازه استاد نجات‌اللهی، هزاران نفر شرکت داشتند که در این مراسم دست کم ۵ نفر کشته و ۱۳۰ نفر مجروح شدند. نام وی تبدیل به یکی از چهره‌های شاخص در حین پیروزی انقلاب اسلامی شد و خیابان ویلا پس از انقلاب اسلامی ۱۳۵۷ به نام وی نام گذاری شد. یک دبستان دخترانه در رشت نیز به نام وی در محله عینک قرار دارد.
در سال ۱۳۸۸ کتابی به نام «فصل گل یخ» از زندگی وی به صورت داستانی منتشر شد.
تندیس او در دانشکده فنی و مهندسی بیجار دانشگاه کردستان به عنوان یکی از چهره‌های برجسته علمی کُرد نصب شده است.